# Fluorid terbitý
Fluorid terbitý je anorganická sloučenina s chemickým vzorcem TbF3.

## Příprava
Fluorid terbitý lze připravit reakcí oxidu terbitého s fluorovodíkem:
Tb2O3 + 6 HF → 2 TbF3 + 3 H2O
Lze jej také připravit reakcí uhličitanu terbitého a 40% kyseliny fluorovodíkové při 40 °C.

## Vlastnosti
Fluorid terbitý je bílá hygroskopická pevná látka bez zápachu, která je téměř nerozpustná ve vodě.  Fluorid terbitý krystalizuje v kosočtverečné soustavě s prostorovou grupou Pnma (Číslo 62).

## Využití
Fluorid terbitý se používá pro výrobu fluoridových skel a elektroluminiscenčních tenkých filmů a luminiscenčního sulfidu zinečnatého.
Fluorid terbitý se využívá také pro přípravu kovového terbia:
2 TbF3 + 3 Ca → 3 CaF2 + 2 Tb